# NCSM Drummondville (J253)
Le NCSM Drummondville (pennant number J253) (ou en anglais HMCS Drummondville) est un dragueur de mines de la Classe Bangor lancé pour la Royal Canadian Navy (RCN) et qui a servi pendant la Seconde Guerre mondiale.

## Conception
Le Drummondville est commandé dans le cadre du programme de la classe Bangor de 1939-40 pour le chantier naval de Canadian Vickers Limited de Montréal au Québec au Canada. La pose de la quille est effectuée le 1er octobre 1940, le Drummondville est lancé le 21 mai 1941 et mis en service le 30 octobre 1941.
La classe Bangor doit initialement être un modèle réduit de dragueur de mines de la classe Halcyon au service de la Royal Navy,. La propulsion de ces navires est assurée par 3 types de motorisation: moteur diesel, moteur à vapeur à pistons à double ou triple expansions et turbine à vapeur. Cependant, en raison de la difficulté à se procurer des moteurs diesel, la version diesel a été réalisée en petit nombre.
Les dragueurs de mines de classe Bangor version canadienne déplacent 683 tonnes en charge normale. Afin de pouvoir loger les chaufferies, ce navire possède des dimensions plus grandes que les premières versions à moteur diesel avec une longueur totale de 54,9 mètres, une largeur de 8,7 mètres et un tirant d'eau de 2,51 mètres. Ce navire est propulsé par 2 moteurs alternatifs verticaux à triple détente alimentés par 2 chaudières à tubes d'eau à 3 tambours Admiralty et entraînant deux arbres d'hélices. Le moteur développe une puissance de 2 400 chevaux-vapeur (1 790 kW) et atteint une vitesse maximale de 16 nœuds (30 km/h). Le dragueur de mines peut transporter un maximum de 152 tonnes de fioul.
Leur manque de taille donne aux navires de cette classe de faibles capacités de manœuvre en mer, qui seraient même pires que celles des corvettes de la classe Flower. Les versions à moteur diesel sont considérées comme ayant de moins bonnes caractéristiques de maniabilité que les variantes à moteur alternatif à faible vitesse. Leur faible tirant d'eau les rende instables et leurs coques courtes ont tendance à enfourner la proue lorsqu'ils sont utilisés en mer de face.
Les navires de la classe Bangor sont également considérés comme exiguës pour les membres d'équipage, entassant 6 officiers et 77 matelots dans un navire initialement prévu pour un total de 40.

## Histoire

### Seconde Guerre mondiale
Mis en service le 30 octobre 1941 à Montréal, le Drummondville arrive à la Base des Forces canadiennes Halifax à Halifax (Nouvelle-Écosse) le 11 novembre et sert pendant les trois premières années de sa carrière au sein de la Western Local Escort Force (WLEF) (Force d'escorte locale de l'Ouest), de la Gulf Escort Force (Force d'escorte du Golfe) et de la Halifax Local Defence Force (Force de défense locale de Halifax).
Le 6 juillet 1942, alors qu'il escorte le convoi QS 15 composé de douze navires marchands avec le Bangor de Québec à Sydney (Nouvelle-Écosse), le convoi est attaqué par le sous-marin allemand (U-Boot) U-132,. Le sous-marin parvient à couler trois navires marchands en une heure et demie. Le Drummondville réussit à endommager gravement le U-Boot à son tour et à repousser le sous-marin.
En janvier 1943, les escortes de la Western Local Escort Force sont organisées en groupes. Le Drummondville est placé au 24.18.8 aux côtés de son navire-jumeau (sister ship) Kenora et des corvettes Quesnel et Saskatoon. Il rejoint la Newfoundland Force (Force de Terre-Neuve) en février 1944. Il est réaménagé à Louisbourg (Nouvelle-Écosse), avant d'être envoyé aux Bermudes en août pour y être mis en état de marche. Il continue à travailler avec la Newfoundland Force jusqu'en juin 1945. De là, jusqu'en octobre 1945, il est occupé à des tâches côtières générales. Il est désarmé le 29 octobre 1945 et placé en réserve stratégique à Sorel, au Québec.

### Après-guerre
Après la guerre, il reste en réserve stratégique jusqu'en 1952, date à laquelle son statut est reclassé en réserve et envoyé à Sydney. Le navire reçoit le nouveau numéro de fanion (pennant number) 181. Cependant, il n'est jamais remis en service et est vendu en septembre 1958 à Beauchemin Nav Ltd. et enregistré à Halifax,,. Le dragueur de mines est converti en 1960 en navire marchand SS Fort Albany de 617 tonneaux de jauge brute et sert en tant que tel jusqu'à ce qu'il coule lors d'une collision près de Sorel,. Le 8 décembre 1963, alors qu'il transporte un chargement de barres de calcium et d'acier, le Fort Albany entre en collision avec le cargo norvégien Procyon dans un épais brouillard et coule dans le fleuve Saint-Laurent près de Sorel,. Quatre des dix membres de l'équipage meurent alors que le navire coule rapidement. La coque est renflouée et démolie à Sorel en 1964,.

### Honneurs de bataille
- Atlantic 1942-45
- Gulf of St. Lawrence  1942

### Participation auxconvois
Le Drummondville a navigué avec les convois suivants au cours de sa carrière:
1. Convoi HX 166
2. Convoi HX 178
3. Convoi HX 226
4. Convoi ON 73
5. Convoi ON 158
6. Convoi ON 161
7. Convoi ON 166
8. Convoi ON 303
9. Convoi ONS 12
10. Convoi ONS 20
11. Convoi ONS 21
12. Convoi ONS 45
13. Convoi ONS 46
14. Convoi SC 95
15. Convoi SC 104
16. Convoi SC 108
17. Convoi SC 109
18. Convoi SC 83
19. Convoi SC 119
20. Convoi SC 146
21. Convoi SC 148
22. Convoi XB 156

### Commandement
- T/Lieutenant (T/Lt.) James Phillip Fraser (RCNR) du 5 février 1942 au 9 mai 1943
- T/Lieutenant (T/Lt.) Henry Clifford Hatch (RCNVR) du 10 mai 1943 à mi-1944
- T/Skipper/Lieutenant (T/Skr/Lt.) Francis William Maxwell Drew (RCNR) de mi-1944 au 9 avril 1945
- T/Lieutenant (T/Lt.) George Enderby Cross (RCNVR) du 10 avril 1945 au 9 septembre 1945
- T/Skipper/Lieutenant (T/Skr/Lt.) Maurice Aikins Turner (RCNVR) du 10 septembre 1945 au 29 octobre 1945

Notes:
RCNR: Royal Canadian Naval Reserve
RCNVR: Royal Canadian Naval Volunteer Reserve 